# Аэрозольное пожаротушение

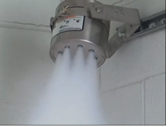
Работающий генератор огнетушащего аэрозоля

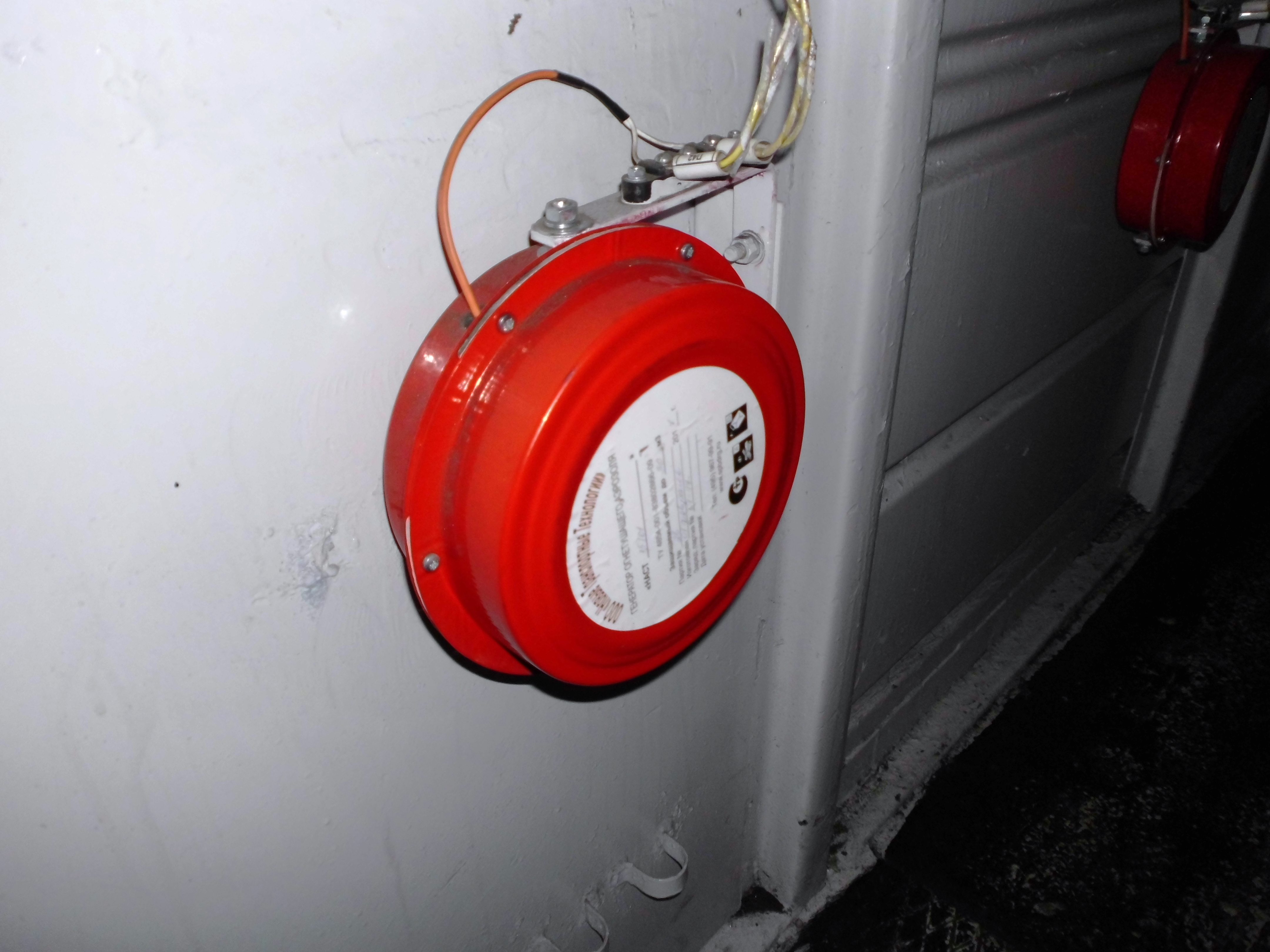
Аэрозольный генератор в электровозе ВЛ10

Аэрозо́льное пожаротуше́ние — прекращение горения на пожаре при использовании аэрозолеобразующих огнетушащих составов (АОС), генераторов огнетушащего аэрозоля (ГОА) или автоматических установок аэрозольного пожаротушения (АУАП).
Отдельными источниками аэрозольное пожаротушение рассматривается, как вид порошкового пожаротушения с получением порошков в результате сгорания АОС.:9

## Принцип действия
Аэрозольное пожаротушение разработано на базе твёрдых топлив, содержащих 50…70 % ингибирующих горение компонентов. Механизм аэрозольного пожаротушения определяется ингибированием химических реакций в пламени частицами аэрозоля; разбавлением горючей среды диоксидом углерода, азотом, парами воды; выжиганием кислорода; охлаждением зоны горения аэрозолем.
Для тушения тлеющих материалов необходимо комбинированное тушение с использованием воды или порошка. Огнетушащие аэрозоли, образующиеся при сгорании твердотопливных составов, могут использоваться для получения пены низкой и средней кратности. При этом эффективность пенного пожаротушения заметно повышается.
Горячий огнетушащий аэрозоль может стать источником зажигания в случае, если для тушения пожара в помещении необходимо срабатывание нескольких генераторов, а сработали не все. При этом огнетушащая концентрация аэрозоля не создаётся и при попадании форса пламени на горючие вещества он загорается. Такая ситуация может возникнуть при ложном срабатывании одного огнетушащего генератора системы. Раскалённые конденсированные частицы K2CO3 при попадании в тлеющие вещества могут вызывать появление открытого пламени при уменьшении огнетушащей концентрации после проветривания помещения. Для охлаждения аэрозоля без потери огнетушащей способности применяется теплообмен с массивными металлическими конструкциями, через которые происходит истечение аэрозоля из генератора.

## История
Впервые применение аэрозольных средств для тушения пожаров описано в 1819 г. Шумлянским, который использовал для этих целей дымный порох, глину и воду. В 1846 г. Кюн предложил коробки, снаряженные смесью селитры, серы и угля (дымный порох), которые рекомендовал бросать в горящее помещение и плотно закрывать дверь. Вскоре применение аэрозолей было прекращено вследствие их низкой эффективности, особенно в негерметичных помещениях.
Для тушения пожаров в закрытых судовых помещениях использовался аппарат Клайтона. Тушение производилось газом, выделяющимся при сжигании серы в генераторе, газ перед подачей в помещение охлаждался. Генератор был снабжен вентилятором. Этот же аппарат использовался для дезинфекции и дератизации. Использование для тушения продуктов сгорания в 1970-е годы называлось "тушение инертными газами". В качестве основного средства пожаротушения на судах системы использовались при наличии независимого генератора инертного газа, в качестве предупредительного средства могли использоваться специально подготовленный отработанный газ от двигателей внутреннего сгорания, котлов.

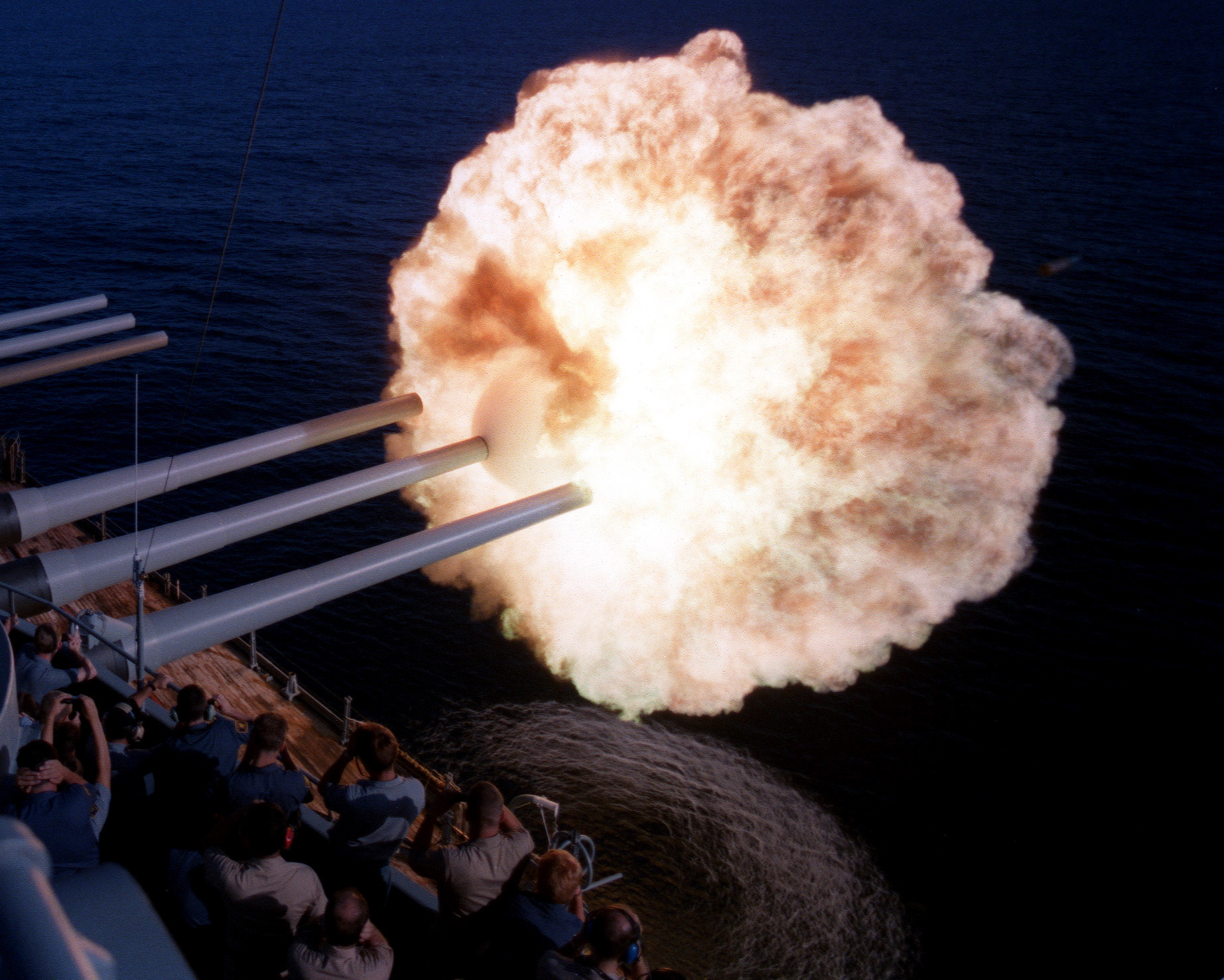
Дульное пламя при стрельбе корабельной артиллерии

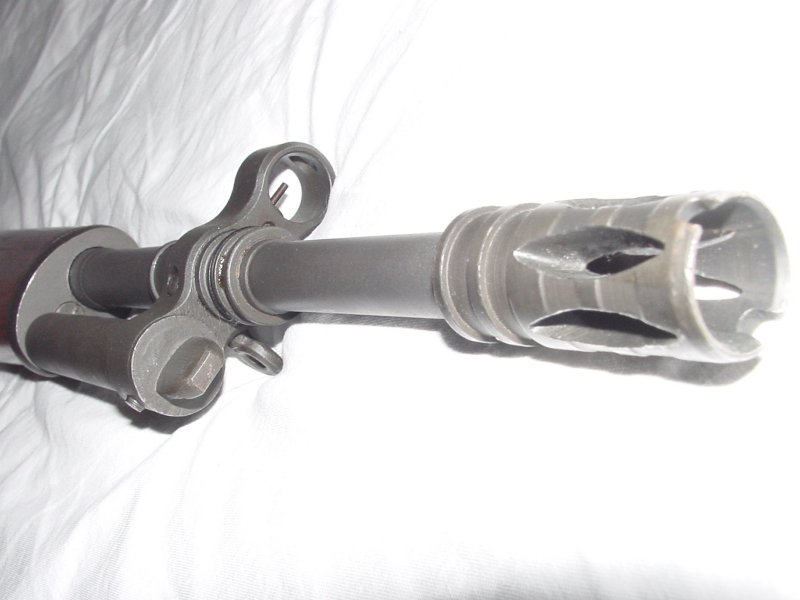
Механический пламегаситель

В 1970-е годы в СССР к аэрозольному пожаротушению относили использование парогенерирующих (образующих туманное облако) жидких огнетушащих составов с использованием галоидоуглеводородов: бромистого этила, двуокиси углерода, тетрафтордибромэтана и других.:162 Из-за озоноразрушающего действия хладонов, содержащих бром и хлор, их производство было прекращено с 1994 года в результате ряда международных соглашений 1987…1994 годов.:7 Твердотопливные аэрозолеобразующие составы стали альтернативой хладонам.
До конца 1990-х годов производимые в России генераторы огнетушащего аэрозоля имели факел пламени. У отдельных генераторов длина факела достигала 1.5 метров и температура огнетушащего аэрозоля составляла 1500 °C. В дальнейшем появились генераторы со стехиометрическим аэрозолеобразующим составом и охладителями.:61

## Двойные технологии
Различными организациями СССР и России в 80-90-х годах были разработаны аэрозольные огнетушащие составы на базе технологии энергоёмких материалов: баллиститных и смесевых твёрдых ракетных топлив, пиротехнических материалов и технологии глухого прессования.:216
Технологии, применяемые при аэрозольном пожаротушении, имеют аналогию в области продукции военного назначения — производство баллиститных и смесевых ракетных топлив и двигателей. Методы аэрозольного пожаротушения различных углеводородных материалов в СССР разработаны на основе технологии подавлении пламени, применяемой в вооружении. В 30-х годах XX века были разработаны основы технологии тушения дульного пламени. В дальнейшем был разработан беспламенный выстрел. В 70-80-х годах были разработаны малопламенные ракетные топлива, в которых ингибирование реакций догорания обеспечивало практически беспламенный старт.:214 На практике беспламенные пороха использовались уже в Первую мировую войну. Составы разрабатывались экспериментально. В том числе использовались соли натрия, калия.
Дульное пламя образуется при горении взрывчатых веществ с отрицательным кислородным балансом. Газообразные продукты горения пороха, содержат значительные количество (до 60 %) горючих веществ. При выбросе в атмосферу горячих газов при температуре, превышающей температуру вспышки, происходит воспламенение. Для устранения дульного пламени применяют механические и химические методы. Механические методы предусматривают использование насадок на дуло, охлаждающих пороховые газы. Химические методы предусматривают введение в заряд пороха пламегасителей. Для уменьшения температуры пороховых газов используют добавки с большим содержанием горючих элементов (вазелин, канифоль и др.). Для обрыва цепей реакций воспламенения окиси углерода и водорода перед пороховым зарядом размешают дополнительный заряд с солями калия (хлористый калий, сернокислый калий и т. д.). Количество такой добавки не превышает несколько процентов от веса пороха. Наиболее оптимальными являются соединения калия. Калий присутствует в струе истекающих продуктов сгорания пороха в виде гидроксида калия.
Для создания беспламенных выстрелов возможно введение пламегасителя непосредственно в сопло реактивного снаряда, установку пламегасящей шашки с камеру сгорания твердотопливного ракетного двигателя. Наиболее эффективно введение пламегасящей добавки непосредственно в состав пороха. Такие пороха называются беспламенными. Для устранения дульного пламени пламегаситель помещают сверху заряда. Для устранения обратного пламени беспламенный порох помещается вместе с воспламенителем в нижней части заряда.

## Аэрозолеобразующие огнетушащие составы
Аэрозолеобразующий огнетушащий состав в результате самостоятельного горения выделяет огнетушащий аэрозоль, который состоит из смеси высокодисперсных твердых частиц, частиц соединений щелочных, редкоземельных металлов, N2, CO2, H2O. Аэрозолеобразующий огнетушащий состав состоит из смеси полимерного горючего связующего с неорганическим окислителем,:60 является порохом.

## Генераторы огнетушащего аэрозоля
В настоящее время для производства аэрозольных средств при тушении пожаров используют аэрозольные генераторы.
В корпусе генераторов размещён генерирующий аэрозоль состав и воспламенитель. Воспламенение происходит от электроцепи или огнепроводного шнура. Генераторы, применяемые в помещениях, имеют химический охладитель. Генераторы, применяемые на открытом воздухе, как правило имеют сверхзвуковую скорость истечения струи. Химический или физический охладитель у них отсутствует — снижение температуры происходит за счёт расширения в сопле.

## Установки пожаротушения

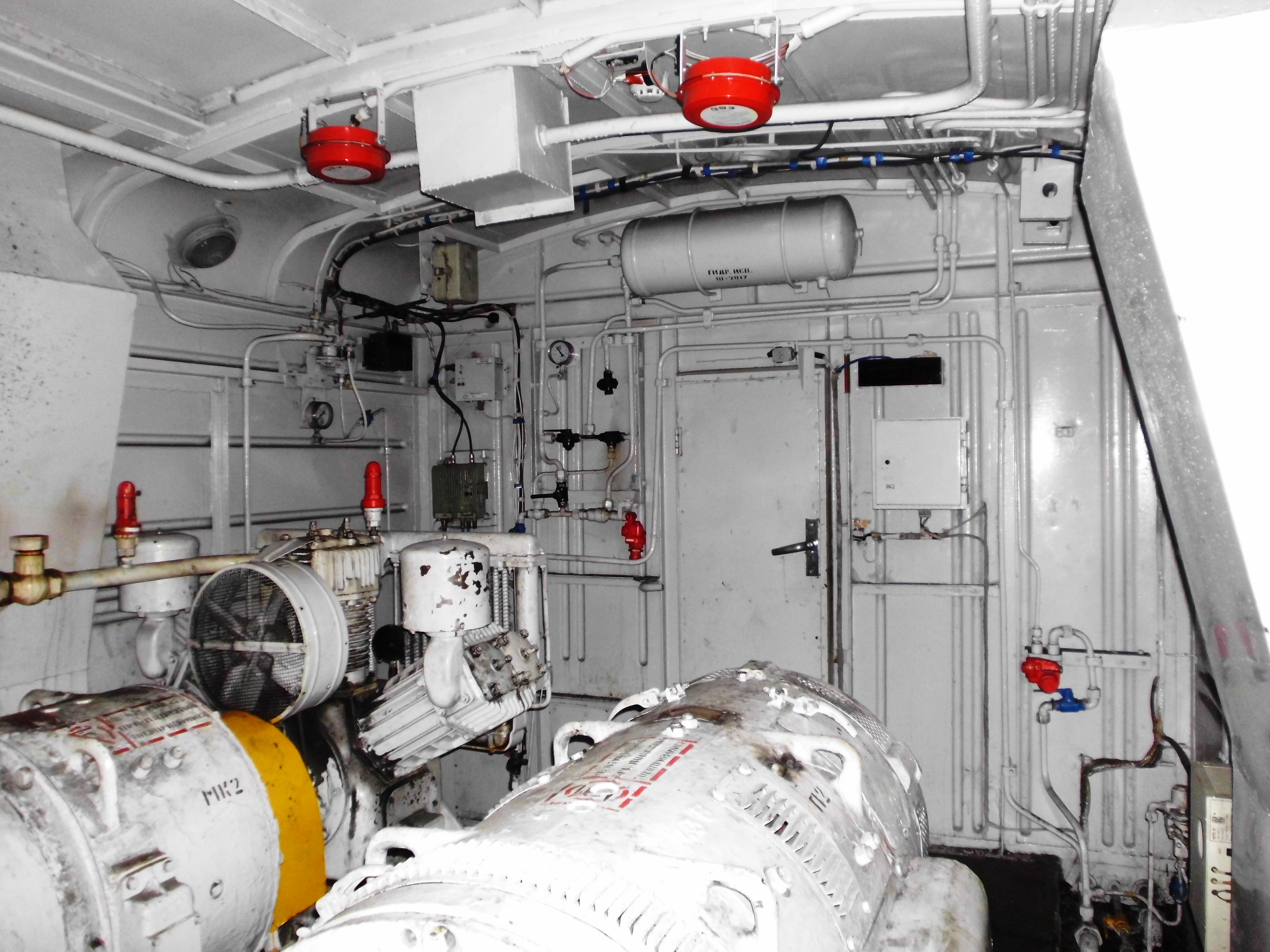
Аэрозольное пожаротушение в электровозе ВЛ10

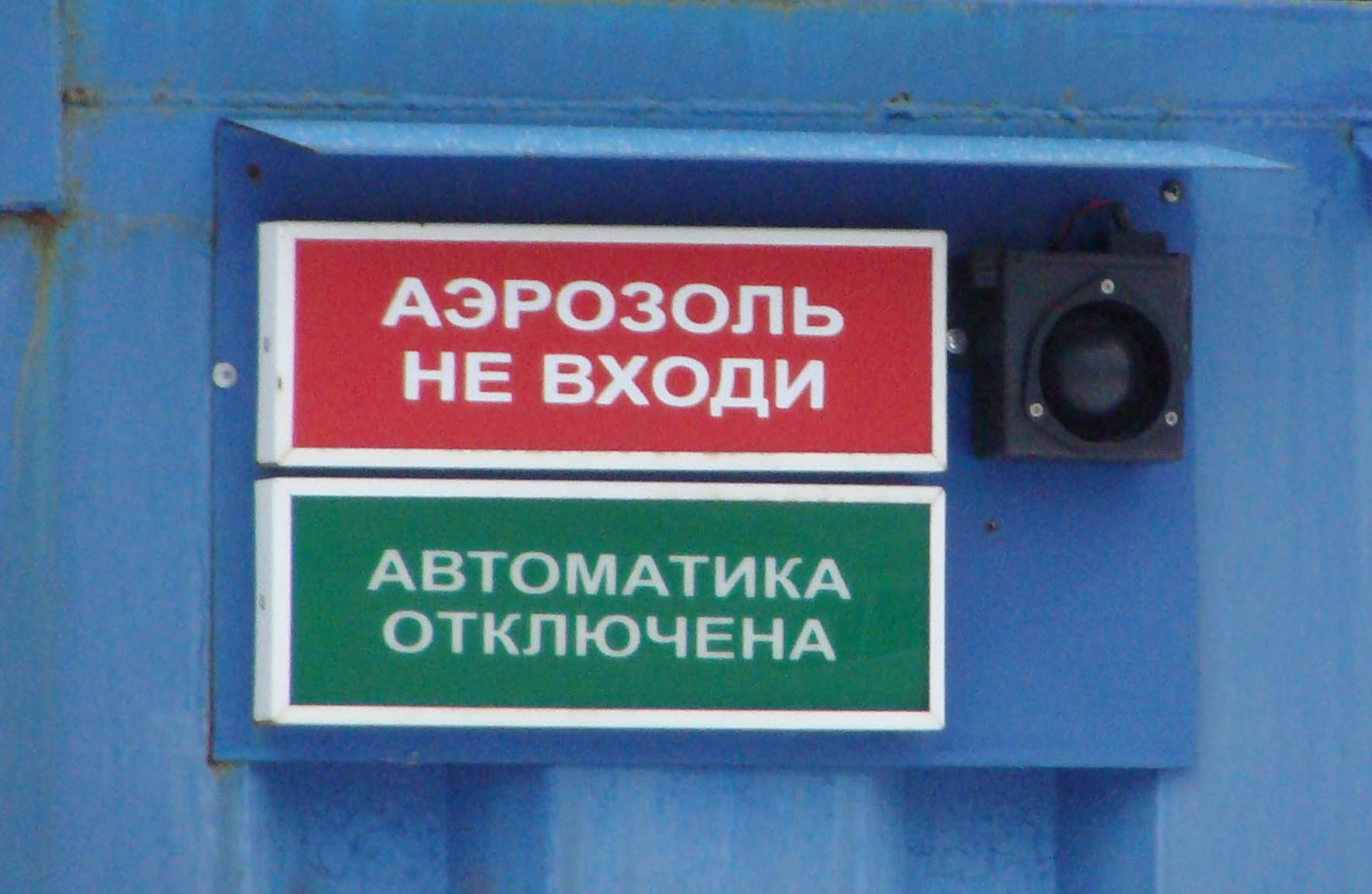
Оповещатели системы аэрозольного пожаротушения

Установки объемного аэрозольного пожаротушения не обеспечивают полного прекращения горения (ликвидации пожара) и не должны применяться для тушения:
- волокнистых, сыпучих, пористых и других горючих материалов, склонных к самовозгоранию и (или) тлению внутри слоя (объёма) вещества (древесные опилки, хлопок, травяная мука и др.);
- химических веществ и их смесей, полимерных материалов, склонных к тлению и горению без доступа воздуха;
- гидридов металлов и пирофорных веществ;
- порошков металлов (магний, титан, цирконий и др.).

Запрещается применение установок:
- в помещениях, которые не могут быть покинуты людьми до начала работы генераторов;
- помещениях с большим количеством людей (50 человек и более);
- помещениях зданий и сооружений III и ниже степени огнестойкости по СНиП 21-01-97 установок с использованием генераторов огнетушащего аэрозоля, имеющих температуру более 400 °C за пределами зоны, отстоящей на 150 мм от внешней поверхности генератора.